# Ben Hur (pel·lícula del 1959)
Ben Hur (títol original en anglès: Ben-Hur) és una pel·lícula estatunidenca del 1959, del gènere dramàtic èpic bíblic, dirigida per en William Wyler. Està basada en la novel·la homònima de l'escriptor estatunidenc Lew Wallace, de la qual és la tercera adaptació fílmica (després de les versions mudes de 1907 i 1925).
Aquesta pel·lícula ha estat doblada al català.

## Argument
A Jerusalem, a principis del segle i, hi viu en Judah Ben-Hur, un ric mercader jueu. Prest torna en Messala, un amic romà de jovenesa que ara és el cap de les legions romanes a la ciutat; però una desavinença deguda a visions polítiques diferents fa que en Messala condemni en Ben-Hur a viure com a esclau a una galera romana, tot i ser conscient de la innocència del seu antic amic. Però aquest tindrà una oportunitat de venjança.

## Actors i personatges
| Actor           | Personatge                                         |
| --------------- | -------------------------------------------------- |
| Charlton Heston | Ben-Hur                                            |
| Jack Hawkins    | Quint Arri                                         |
| Haya Harareet   | Esther                                             |
| Stephen Boyd    | Messala                                            |
| Hugh Griffith   | Sheik Ilderim                                      |
| Martha Scott    | Míriam                                             |
| Cathy O'Donnell | Tirzah                                             |
| Sam Jaffe       | Simònides                                          |
| Finlay Currie   | Baltasar i el Narrador a la seqüència dels crèdits |
| Terence Longdon | Drus, l'assitent d'en Messala                      |
| Frank Thring    | Ponç Pilat                                         |
| Claude Heater   | Jesús                                              |
| Liana Del Balzo | Dida                                               |

## Principals premis i reconeixements

### Premis[2]
- 1960: Oscar a la millor pel·lícula per Sam Zimbalist (productor)
- 1960: Oscar al millor director per William Wyler
- 1960: Oscar al millor actor per Charlton Heston
- 1960: Oscar al millor actor secundari per Hugh Griffith
- 1960: Oscar a la millor direcció artística per Edward C. Carfagno, William A. Horning i Hugh Hunt
- 1960: Oscar a la millor fotografia per Robert Surtees
- 1960: Oscar al millor vestuari per Elizabeth Haffenden
- 1960: Oscar als millors efectes visuals per A. Arnold Gillespie (visual), Milo B. Lory (so) i Robert MacDonald (visual)
- 1960: Oscar al millor muntatge per John D. Dunning i Ralph E. Winters
- 1960: Oscar a la millor banda sonora per Miklós Rózsa
- 1960: Oscar al millor so per Franklin Milton
- 1960: Globus d'Or a la millor pel·lícula dramàtica
- 1960: Globus d'Or al millor director per William Wyler
- 1960: Globus d'Or al millor actor secundari per Stephen Boyd
- 1960: BAFTA a la millor pel·lícula

### Nominacions
- 1960: Oscar al millor guió adaptat per Karl Tunberg[2]
- 1960: Globus d'Or al millor actor dramàtic per Charlton Heston
- 1961: Grammy al millor àlbum de banda sonora de pel·lícula o televisió per Miklós Rózsa